# Convento dei Ministri degli Infermi
Convento dei Ministri degli Infermi é um antigo convento localizado na esquina da Via della Maddalena com a Via del Collegio Capranica, no rione Colonna de Roma. 

## História
Em 1586, São Camilo de Lellis, fundador da Ordem dos Clérigos Regulares Ministros dos Enfermos ("Camilianos"), recebeu do papa Sisto V um pequeno hospital que incluía a pequena igreja de Santa Maria Maddalena (já na Piazza della Maddalena), um complexo que pertencia à Arciconfraternità del Gonfalone e que, em 1621, foi adquirido pelo papa Gregório XV por 14 000 escudos.
A construção de um novo convento começou em 1628, mas dificuldades financeiras atrasaram a inauguração. Trabalharam na obra, entre outros, Giacomo Mola e Giovanni Francesco Grimaldi. A ala na Via della Maddalena (além da lógia no primeiro andar e a escadaria) foi projetada por Carlo Bizzaccheri. O complexoincluía lojas e apartamentos para aluguel que proviam uma fonte de renda para a ordem. 
Entre 1732 e 1743 foram realizadas novas obras de ampliação na qual trabalharam Sebastiano Cipriani, Emanuel Rodriguez dos Santos (corpo central e ala norte) e Giuseppe Francesco Rosa. Entre 1756 e 1764, Francesco Nicoletti construiu o ático do lado leste do pátio interno e a biblioteca.
O edifício ainda hoje é a sede da ordem dos camilianos.